# Завичајни музеј у Градишци
Завичајни музеј у Градишци један је од музеја у Републици Српској.

## Историја
Основан је 19. септембра 1970. године као стална изложба „Путеви побједе“. Од 1. јануара 1979. године Музеј ради у саставу Дома културе Босанска Градишка као Одјељење за музејску дјелатност.
Јавна установа Завичајни музеј Градишка формира се одлуком Скупштине општине Градишка 4. априла 2003. године, када прелази у приземље некадашњег хотела Кајзер, гдје се и данас налази. Зграда Вијећнице и Хотел Кајзер (као градитељска целина) проглашени су 2014. године Националним спомеником БиХ од стране Комисије за очување националних споменика Босне и Херцеговине.
Стална музејска поставка  „Путеви побједе” отворена је 19. септембра 1970. године, а обновљена и допуњена 2015. године, узима се као почетак рада музеја у Градишци. Одељење за историју бави се архивирањем историјске грађе из периода аустроугарске и краљевине СХС са простора босанскоградишког среза. Поред архивирања грађе одељење се бави пописом грађе покојног новинара Гојка Шербуле, а све у сврху формирања легата.
Поред честих презетација свог истраживања путем гостујућих изложби и каталога, музеј је сталну археолошку поставку формирао 2016. године под називом: „Археолошко благо општине Градишка – од неолита до краја средњег вијека”.

## Задаци
Одељење  за археологију ЈУ Завичајни музеј Градишка бави се проучавањем праисторије, антике и средњег века на простору општине Градишка, и суседних општина – Лакташи, Србац, Козарска Дубица, Приједор, Прњавор, Дервента, итд.
Највећа систематска истраживања музеј је реализовао у Доњој Долини, Културно – историјском комплексу Манастириште – Карановац и Рановизантијском граду Балкис у Бакинцима.